# ستارگان خاک
ستارگان خاک فیلمی به کارگردانی و نویسندگی عزیزالله حمیدنژاد محصول سال ۱۳۷۳ است.

## خلاصه داستان
ده سال پس از شهادت عبدالنبی در جنگ، پدر عبدالنبی و دوست صمیمی‌اش عیسی که یک پایش را در جنگ از دست داده و پای مصنوعی دارد، به همراه اهالی روستا تصمیم می‌گیرند مزار او را عوض کنند. عیسی می‌خواهد به شهر برود و با پدر عبدالنبی سنگ بخرد، اما ارباب اجازه نمی‌دهد او به عنوان چوپان روستا، کارش را رها کند؛ به خصوص که قرار است عده‌ای برای خرید گوسفندها از شهر بیایند. با وجود این مخالفت، عیسی به شهر می‌رود و ارباب هم او را از چوپانی برکنار می‌کند. نبش قبر آغاز می‌شود و اهالی روستا در کمال تعجب، پیکر عبدالنبی را سالم و دست نخورده می‌یابند. از طرفی، ارباب که از جستجوی چوپان خسته شده و نتیجه‌ای نگرفته، از عیسی می‌خواهد به سر کارش برگردد.

## بازیگران
- مهدی قلی پور
- محمد کمالی
- ناصر ندافیان
- مهدی فقیه
- مجتبی فیاض
- رضا زیتونی
- محمد سینا
- مرتضی فیروزی
- نورمحمد کاظم‌زاده
- علی شجاعی
- سکینه محبی
- زهرا مظلومی
- بنیامین
- رمضان امیری
- امان اله نیکنام
- رمضان کوهکن
- مهرشاد کارخانی